# Institut chrétien de Turku
L'institut chrétien de Turku (finnois : Turun kristillinen opisto) est une université populaire située dans le quartier de Räntämäki à Turku en Finlande.

## Présentation
L'institut propose une vingtaine de programmes d'enseignement général et d'enseignement ou de formation professionnelle.
L'institut assure des formations professionnelles gratuites et des activités de formation continue, de formations courtes pour adultes et de formation pour les immigrants.
L'institut accueille près de 700 apprenants, près de la moitié d'entre eux suivent une formation professionnelle diplômante ou complémentaire.
Les locaux de l'institut abritent aussi des activités de Diakonia et l'hôtel Kokoushotelli Linnasmäki.
L'institut est à proximité de la route régionale 222 et de la colline fortifiée de Prusi.